# Corridoio di Siliguri

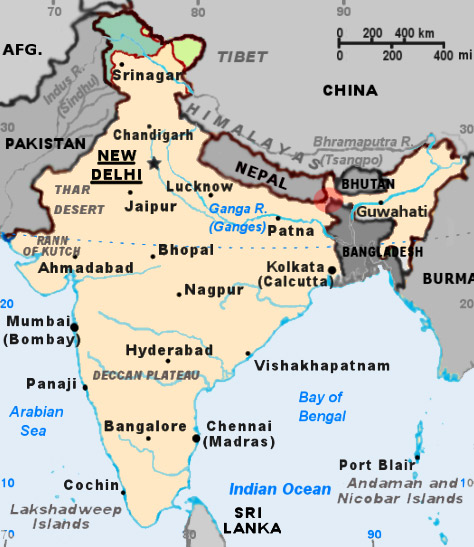
Il corridoio di Siliguri è la striscia situata entro il punto rosso.

Il corridoio di Siliguri, anche chiamato Chicken's Neck (letteralmente "collo di pollo"), è uno stretto corridoio situato nello stato indiano del Bengala occidentale, che collega l'India nordorientale con il resto del paese. A nord e sud del corridoio si trovano rispettivamente gli stati del Nepal e del Bangladesh; nella parte più nordorientale è delimitato dallo stato del Bhutan.
La città di Siliguri, nel Bengala occidentale, è l'insediamento principale dell'area e anche un importante nodo di collegamento tra Bhutan, Nepal, Sikkim, Darjeeling, India nordorientale e il resto dell'India.

## Storia
Il Corridoio di Siliguri è stato creato nel 1947 dopo la partizione del Bengala tra India e Pakistan (precedente Bengala Orientale, ora indipendente del Bangladesh).

## Geografia
Nonostante il Corridoio di Siliguri sia un territorio interamente indiano, la sua posizione ha creato una realtà politica che è importante anche per il Bangladesh. La separazione di India e Bangladesh si è verificata a causa di ostilità tra il Congresso Nazionale Indiano e la Lega musulmana. Fin dall'inizio, la relazione tra questi due nuovi stati è stata segnata da ostilità e scontri.
La formazione del Pakistan orientale ha creato una barriera geografica nella zona nord-orientale dell'India. Lo stretto corridoio Siliguri (che in alcuni punti è inferiore a 23 km di larghezza) è rimasto come l'unico ponte tra la parte nord-orientale dell'India e del resto del paese.  Incuneato tra il Bangladesh verso sud e ovest e territori ostili cinesi a nord, la regione non ha accesso al mare.
Tra il Sikkim e il Bhutan si trova la valle del Chumbi, un territorio tibetano; un'ulteriore avanzata cinese in questa valle di meno di 130 km avrebbe isolato Bhutan, parte del Bengala occidentale e tutto il Nord-Est dell'India, un'area contenente quasi 50 milioni di persone. Questa situazione si è verificata durante la guerra tra India e Cina nel 1962.

## Situazione attuale
Il corridoio è considerato area sensibile, quindi è fortemente pattugliato dall'Esercito indiano, dai Fucilieri di Assam, dalla Border Security Force e dal corpo della polizia statale del Bengala Occidentale.
In tempi recenti, la zona è diventato il centro di attraversamenti illegali da parte dei ribelli del Bangladesh e gli insorti maoisti nepalesi, entrambi in cerca di rifugio dal loro paese. In questa regione si svolgono anche traffici di stupefacenti e armi.
Tutti i trasporti terrestri tra l'India continentale e suoi stati nord-orientali sono effettuati tramite questo corridoio tortuoso, in quanto non vi è alcun accordo di libero scambio tra Bangladesh e India. Il Corridoio di Tatulia, in alternativa al Siliguri, è uno dei punti dell'accordo commerciale India-Bangladesh del 1980, in cui si afferma che "I due governi si impegnano a prendere accordi reciprocamente vantaggiosi per l'uso dei loro corsi d'acqua, ferrovie e strade per il commercio tra i due paesi e per il passaggio delle merci tra due luoghi in un paese attraverso il territorio degli altri ". Tuttavia, la proposta è ancora nelle fasi iniziali della contrattazione.
Il percorso ha una grande linea ferroviaria a scartamento largo. Inoltre, la vecchia linea a scartamento metrico (recentemente convertito in un 1.676 metri (5 ft 6,0 in) di linea a scartamento largo) collega Siliguri con Islampur nel Distretto del Dinajpur Settentrionale (Bengala Occidentale), via Bagdogra, e le città frontaliere della Adhikari, Galgalia, Thakurganj, Naxalbari e Taiabpur con il Nepal. La National Highway 31 collega Siliguri a Guwahati in Assam, che è la strada più critica della regione, a causa di insorti che operano nelle vicinanze.

## Zona di libero scambio
Nel 2002 India, Nepal, Bhutan e Bangladesh hanno studiato una proposta per creare una zona di libero scambio, il che permetterebbe a tutti e quattro i paesi di collegarsi direttamente con l'altro senza restrizioni.